# Tricentrogyna delicata
Tricentrogyna delicata là một loài bướm đêm trong họ Geometridae.